# Christina O

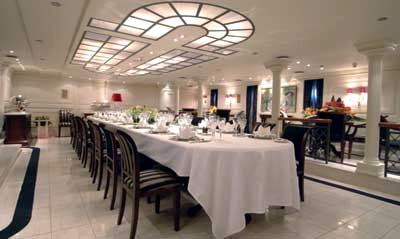
Matsalen ombord.

M/Y Christina O är en motoryacht byggd 1943. Den är 325,3 fot (99,15 meter) lång. Hon tjänstgjorde från början som fregatt i den kanadensiska flottan under namnet HMCS Stormont under andra världskriget, bland annat vid Dagen D. 1954 såldes hon till Aristoteles Onassis som döpte om båten till Christina efter sin dotter. Stora delar av världssocieteten underhölls på båten, däribland  Eva Perón, David Rockefeller, prinsessan Lee Radziwill, Greta Garbo, Rainier III av Monaco, Grace Kelly, Elizabeth Taylor, Jean Paul Getty, Maria Callas, Marilyn Monroe och medlemmar av Kennedyklanen. John F. Kennedy och Winston Churchill träffades första gången ombord på båten 1957.
När Onassis dog 1975 ärvdes båten av dottern som skänkte den till staten. Båten bytte namn till Argo men kom att bli mestadels oanvänd och bristfälligt underhållen. Hon var till salu under största delen av 1990-talet och såldes 1998 till John Paul Papanicolaou som döpte om henne till Christina O. Båten renoverades i början av 2000-talet och används nu till charter för runt 315 000 – 455 000 euro per vecka. Hon har plats för 38 gäster och en besättning på 36.